# Callistethus keili
Callistethus keili är en skalbaggsart som beskrevs av Conrad Ritsema 1893. Callistethus keili ingår i släktet Callistethus och familjen Rutelidae. Inga underarter finns listade.